# Erna Lendvai-Dircksen
Erna Lendvai-Dircksen (* 30. Mai 1883 in Wetterburg, Fürstentum Waldeck als Erna Katharine Wilhelmine Dircksen; † 8. Mai 1962 in Coburg) war eine deutsche Fotografin.

## Leben
In den Jahren 1903 bis 1905 studierte Erna Lendvai-Dircksen Malerei an der Kasseler Kunstakademie, darauf folgte 1910 bis 1911 eine fotografische Ausbildung in der Lehranstalt des Lette-Vereins. Von 1906 bis 1911 war sie mit Adolf Göschel verheiratet und von 1913 bis 1925 mit dem ungarischen Komponisten Erwin Lendvai.
Seit 1913 betrieb sie eine fotografische Werkstatt in Hellerau bei Dresden. Ab 1916 bis 1943 führte sie ein Porträtstudio in Berlin. Es befand sich zunächst am Viktoria-Luise-Platz und ab 1928 in der Hardenbergstraße. Hier entstanden unter anderem Porträts von Ricarda Huch, Käthe Kollwitz und Mary Wigman, die in der Zeitschrift Die Frau veröffentlicht wurden.
1917 begann Lendvai-Dircksen mit ihrer Langzeitarbeit zur fotografischen Darstellung des „deutschen Volksgesichts“. Daneben entstanden auch zahlreiche Landschaftsfotografien. Außerdem beschäftigte sich Lendvai-Dircksen mit der Kinematographie und stellte mehrere Filme mit Aufnahmen von Kindern her, wie Kinder spielen, Mariechen und Brigitte 1930, Mariechen bekommt Besuch 1931
Sie wurde 1924 in die Gesellschaft Deutscher Lichtbildner berufen. Im Jahr 1925 bereiste sie Ost- und Süddeutschland und stellte 1926 in der Deutschen Photographischen Ausstellung in Frankfurt am Main aus. Dafür erhielt sie den Staatspreis des Reichspräsidenten Paul Hindenburg.
Ihr Buch Das Deutsche Volksgesicht erschien erstmals 1932. Ihre Stilisierung meist blonder, „arischer“, traditionell gekleideter Personen passte ins Denken des Nationalsozialismus; dennoch ist ihre Rolle im NS-Kultur- und Propagandabetrieb nicht eindeutig geklärt. Lendvai-Dircksen publizierte rassistisch geprägte Bildbände wie die Reihe Das Deutsche Volksgesicht sowie 5 Bände in hohen Auflagen im Gauverlag, Bayreuth, mit den Titeln Schleswig-Holstein (1939, 1942), Niedersachsen (1942), Tirol und Vorarlberg (1941, 1943), Mecklenburg und Pommern (1940, 1942), Kurhessen (1943) und Böhmerwald (1944). Derselbe Verlag veröffentlichte ihre beiden Bände zum Thema Das Germanische Volksgesicht: Flandern (1942, 1943, 1944), Norwegen (1942, 1944). Ihre Bilder erschienen auch in der SS-Hetzschrift „Der Untermensch“.
Nach der Zerstörung ihres Archivs 1943 siedelte sie nach Oberschlesien um und 1946 nach Coburg, wo sie alte Themen wieder aufgriff. Der Band Norwegen wurde in der Sowjetischen Besatzungszone auf die Liste der auszusondernden Literatur gesetzt.
1958 wurde ihr die David-Octavius-Hill-Medaille der Gesellschaft Deutscher Lichtbildner verliehen. Danach blieb sie lange vergessen und erst in den 1970er Jahren stieß ihr Werk wieder auf größeres Interesse. Die Distanzlosigkeit zur Rassenlehre des Nationalsozialismus brachte ihr den Spitznamen „die braune Erna“ ein.

## Auszeichnungen
- 1926: Staatsmedaille des Deutschen Reiches (Ehrenpreis des Reichspräsidenten)[8]
- 1958: David-Octavius-Hill-Medaille der Gesellschaft Deutscher Lichtbildner

## Ausstellungen (Auswahl)
- 1932: Leipzig: Internationale Photographische Ausstellung
- 1933: Erfurt: Museum
- 1953: Coburg: Kunstverein
- 1963: Köln: Photokina mit August Sander und Hugo Erfurth
- 1994: Essen: Museum Folkwang
- 1997: Bonn: Kunst- und Ausstellungshalle der Bundesrepublik Deutschland
- 2001: Bonn: Haus der Geschichte

## Veröffentlichungen (Auszug)
- Mariechen und Brigitte : ein Kinderfilm von Erna Lendvai-Dircksen (Redetranskript), in: Sonderberichte des Reveta. Berlin 1930, S. 16, S. 59–60
- Zeitgemäßes – Unzeitgemäßes (Redetranskript), in: REVETA. Berlin 1931, S. 191–197
- Zur Psychologie des Sehens, in: Das deutsche Lichtbild. Berlin 1932
- Unsere deutschen Kinder. Berlin 1932
- Das deutsche Volksgesicht. Berlin 1932
- Das Gesicht des deutschen Ostens. Berlin 1935
- Menschen der Scholle. Berlin 1936
- Reichsautobahn, Mensch und Werk. Berlin 1937
- Nordseemenschen. München, 1937 (Digitalisat bei SLUB Dresden)
- Bergmenschen. München 1937
- Wanderdünen. Bayreuth 1941
- Das deutsche Volksgesicht : Mecklenburg u. Pommern. Bayreuth 1941
- Das deutsche Volksgesicht : Niedersachsen. Bayreuth 1942
- Das deutsche Volksgesicht : Schleswig-Holstein. Bayreuth 1942
- Im Angesicht des Gebirges. Bayreuth 1943
- Das germanische Volksgesicht: Dänemark. Bayreuth 1943
- Das germanische Volksgesicht : Norwegen. Bayreuth 1944
- Urgestalt in Kreide und Granit. Essen 1960
- Ein deutsches Menschenbild : Antlitz d. Volkes. Frankfurt a. M. 1961